# Хоминик, Марк
Марк Хоминик (англ. Mark Hominick; род. 22 июля 1982 или 22 марта 1982, Thamesford, Онтарио) — канадский боец смешанного стиля, представитель полулёгкой весовой категории. Выступал на профессиональном уровне в период 2002—2012 годов, известен по участию в турнирах бойцовских организаций UFC, WEC, Affliction и др. Был претендентом на титул чемпиона UFC в полулёгком весе.

## Биография
Марк Хоминик родился 22 июля 1982 года в городе Тамесфорд провинции Онтарио, Канада.
В молодости серьёзно занимался кикбоксингом и карате, становился чемпионом Канады и Северной Америки по версиям ISKA и IKF соответственно.
Как боец ММА проходил подготовку в зале Adrenaline Training Center в Лондоне, был подопечным Шона Томпкинса и Сэма Стаута.

### Начало профессиональной карьеры
Дебютировал в смешанных единоборствах на профессиональном уровне в июне 2002 года, выиграв у своего соперника техническим нокаутом в третьем раунде. Дрался в небольших канадских промоушенах, таких как UCC и TKO, завоевал и защитил титулы чемпиона Канады и TKO Major League во второй лёгкой и полулёгкой весовых категориях. Одним из самых известных его соперников в этот период был Майк Браун, которому он уступил сдачей, попавшись на скручивание пятки.

### Ultimate Fighting Championship
Имея в послужном списке девять побед и четыре поражения, в 2006 году Хоминик привлёк к себе внимание крупнейшей бойцовской организации мира Ultimate Fighting Championship. Дебютировал в октагоне UFC поединком с Айвзом Эдвардсом, во втором раунде с помощью «треугольника» взял его на рычаг локтя и принудил к сдаче.
В том же 2006 году встретился с обладателем чёрного пояса по бразильскому джиу-джитсу Жоржи Гуржелом и выиграл у него единогласным решением судей.

### World Extreme Cagefighting
В период 2007—2010 годов Хоминик помимо прочего выступал в другой крупной организации World Extreme Cagefighting, где отметился победами над такими бойцами как Брайан Карауэй, Ив Жабуен и Леонард Гарсия, но проиграл Рани Яхья и Джошу Гриспи.

### Возвращение в UFC
Когда в октябре 2010 года промоушен WEC был поглощён UFC, все сильнейшие бойцы перешли оттуда к новому владельцу, в том числе перешёл и Хоминик. Здесь он техническим нокаутом смог выиграть претендентский бой в полулёгком весе против Джорджа Рупа, так же перешедшего из WEC.
Таким образом, Марк Хоминик удостоился права оспорить титул чемпиона UFC в полулёгкой весовой категории, который на тот момент принадлежал бразильцу Жозе Алду. Чемпионский бой между ними состоялся в апреле 2011 года в Торонто, противостояние продлилось все отведённые пять раундов, в итоге судьи единогласным решением отдали победу Алду. При этом оба бойца заработали бонус за лучший бой вечера.
В декабре 2011 года Хоминик вышел в клетку против «Корейского зомби» Чон Чхан Сона, стразу же с началом первого раунда предпринял стремительную атаку, но нарвался на встречный удар соперника и потерпел поражение уже на седьмой секунде (это один из самых быстрых нокаутов за всю историю UFC).
В 2012 году по очкам уступил таким бойцам как Эдди Ягин и Пабло Гарса, после чего объявил о завершении спортивной карьеры.

## Статистика в профессиональном ММА
| Боёв 32  | Побед 20 | Поражений 12 |
| -------- | -------- | ------------ |
| Нокаутом | 9        | 3            |
| Сдачей   | 7        | 5            |
| Решением | 4        | 4            |

| Результат | Рекорд | Соперник         | Способ                             | Турнир                            | Дата             | Раунд | Время | Место                    | Примечание                                               |
| --------- | ------ | ---------------- | ---------------------------------- | --------------------------------- | ---------------- | ----- | ----- | ------------------------ | -------------------------------------------------------- |
| Поражение | 20-12  | Пабло Гарса      | Единогласное решение               | UFC 154                           | 17 ноября 2012   | 3     | 5:00  | Монреаль, Канада         |                                                          |
| Поражение | 20-11  | Эдди Ягин        | Раздельное решение                 | UFC 145                           | 21 апреля 2012   | 3     | 5:00  | Атланта, США             | Бой вечера.                                              |
| Поражение | 20-10  | Чон Чхан Сон     | KO (удары руками)                  | UFC 140                           | 10 декабря 2011  | 1     | 0:07  | Торонто, Канада          |                                                          |
| Поражение | 20-9   | Жозе Алду        | Единогласное решение               | UFC 129                           | 30 апреля 2011   | 5     | 5:00  | Торонто, Канада          | Бой за титул чемпиона UFC в полулёгком весе; Бой вечера. |
| Победа    | 20-8   | Джордж Руп       | TKO (удары руками)                 | UFC: Fight for the Troops 2       | 22 января 2011   | 1     | 1:28  | Форт-Худ, США            | Претендентский бой UFC в полулёгком весе.                |
| Победа    | 19-8   | Леонард Гарсия   | Раздельное решение                 | WEC 51                            | 30 сентября 2010 | 3     | 5:00  | Брумфилд, США            |                                                          |
| Победа    | 18-8   | Ив Жабуен        | TKO (удары руками)                 | WEC 49                            | 20 июня 2010     | 2     | 3:21  | Эдмонтон, Канада         | Бой вечера.                                              |
| Победа    | 17-8   | Брайан Карауэй   | Сдача (рычаг локтя треугольником)  | WEC 46                            | 10 января 2010   | 1     | 3:48  | Сакраменто, США          |                                                          |
| Победа    | 16-8   | Савант Янг       | Сдача (рычаг локтя)                | Affliction: Banned                | 19 июля 2008     | 2     | 4:25  | Анахайм, США             |                                                          |
| Поражение | 15-8   | Джош Гриспи      | Сдача (удушение сзади)             | WEC 32: Condit vs. Prater         | 13 февраля 2008  | 1     | 2:55  | Рио-Ранчо, США           |                                                          |
| Победа    | 15-7   | Дэнни Мартинес   | Единогласное решение               | TKO 31: Young Guns                | 14 декабря 2007  | 3     | 5:00  | Монреаль, Канада         |                                                          |
| Победа    | 14-7   | Бен Грир         | KO (удары руками)                  | TKO 30: Apocalypse                | 28 сентября 2007 | 1     | 1:14  | Монреаль, Канада         |                                                          |
| Поражение | 13-7   | Рани Яхья        | Сдача (удушение сзади)             | WEC 28                            | 3 июня 2007      | 1     | 1:19  | Лас-Вегас, США           |                                                          |
| Поражение | 13-6   | Хацу Хиоки       | Решение большинства                | TKO 28: Inevitable                | 9 февраля 2007   | 5     | 5:00  | Монреаль, Канада         | Бой за титул TKO Major League в полулёгком весе.         |
| Победа    | 13-5   | Даг Эдвардс      | Сдача (удушение сзади)             | ROF 27: Collision Course          | 9 декабря 2006   | 2     | 4:08  | Денвер, США              |                                                          |
| Победа    | 12-5   | Самуэль Гилле    | Единогласное решение               | TKO 27: Reincarnation             | 29 сентября 2006 | 3     | 5:00  | Монреаль, Канада         |                                                          |
| Победа    | 11-5   | Жоржи Гуржел     | Единогласное решение               | UFC Fight Night 5                 | 28 июня 2006     | 3     | 5:00  | Лас-Вегас, США           |                                                          |
| Поражение | 10-5   | Хацу Хиоки       | Техническая сдача (треугольник)    | TKO 25: Confrontation             | 5 мая 2006       | 2     | 5:00  | Монреаль, Канада         | Лишился титула TKO Major League в полулёгком весе.       |
| Победа    | 10-4   | Айвз Эдвардс     | Сдача (рычаг локтя треугольником)  | UFC 58: USA vs. Canada            | 4 марта 2006     | 2     | 1:52  | Лас-Вегас, США           |                                                          |
| Победа    | 9-4    | Наодзи Фудзимото | Техническая сдача (удушение сзади) | TKO 24: Eruption                  | 28 января 2006   | 3     | 2:23  | Лаваль, Канада           | Защитил титул TKO Major League в полулёгком весе.        |
| Победа    | 8-4    | Райан Диас       | TKO (удары руками)                 | TKO 22: Lionheart                 | 30 сентября 2005 | 3     | 4:25  | Монреаль, Канада         | Защитил титул TKO Major League в полулёгком весе.        |
| Победа    | 7-4    | Стефан Виньо     | Сдача (удары руками)               | TKO 20: Champion vs Champion      | 2 апреля 2005    | 1     | 4:35  | Montreal, Quebec, Канада | Защитил титул TKO Major League в полулёгком весе.        |
| Победа    | 6-4    | Шейн Райс        | TKO (удары)                        | TKO 19: Rage                      | 29 января 2005   | 1     | 4:16  | Монреаль, Канада         | Выиграл титул TKO Major League в полулёгком весе.        |
| Поражение | 5-4    | Шейн Райс        | Сдача (удушение сзади)             | TKO 17: Revenge                   | 25 сентября 2004 | 1     | 1:46  | Викториавилл, Канада     | Лишился титула чемпиона Канады во втором лёгком весе.    |
| Победа    | 5-3    | Дэвид Гуигуи     | TKO (удары руками)                 | TKO 15: Unstoppable               | 28 февраля 2004  | 2     | 4:26  | Монреаль, Канада         | Защитил титул чемпиона Канады во втором лёгком весе.     |
| Победа    | 4-3    | Райан Диас       | TKO (удары руками)                 | TKO 13: Ultimate Rush             | 6 сентября 2003  | 2     | 0:42  | Монреаль, Канада         | Защитил титул чемпиона Канады во втором лёгком весе.     |
| Поражение | 3-3    | Томми Ли         | TKO (слэм)                         | Extreme Challenge 51              | 2 августа 2003   | 1     | 0:18  | Сент-Чарльз, США         |                                                          |
| Поражение | 3-2    | Майк Браун       | Сдача (скручивание пятки)          | TFC 8: Hell Raiser                | 6 июня 2003      | 3     | 4:27  | Толидо, США              |                                                          |
| Поражение | 3-1    | Стивен Паллинг   | TKO (остановлен врачом)            | SuperBrawl 29                     | 9 мая 2003       | 1     | 0:16  | Гонолулу, США            |                                                          |
| Победа    | 3-0    | Стефан Лалиберт  | Сдача (рычаг локтя)                | UCC 12: Adrenaline                | 25 января 2003   | 1     | 4:43  | Монреаль, Канада         | Защитил титул чемпиона Канады во втором лёгком весе.     |
| Победа    | 2-0    | Стив Клаво       | Сдача (удары руками)               | UCC 11: The Next Level            | 11 октября 2002  | 2     | 3:24  | Монреаль, Канада         | Защитил титул чемпиона Канады во втором лёгком весе.     |
| Победа    | 1-0    | Ричард Нанку     | TKO (удары руками)                 | UCC 10: Battle for the Belts 2002 | 15 июня 2002     | 3     | 3:23  | Халл, Канада             | Выиграл титул чемпиона Канады во втором лёгком весе.     |